# Dinozoa
Die Dinozoa sind ein Taxon einzelliger Lebewesen, die zu den Alveolata gezählt wurden. Als bekannteste Vertreter enthielten sie die Dinoflagellaten.

## Merkmale
Bei den Dinozoa sind die Spindeln des Spindelapparates meist außerhalb des Zellkerns in cytoplasmatischen Kanälen durch den Kern hindurch. Die Alveolen sind normalerweise aufgeblasen. Häufig kommen zweiteilige Trichocysten vor, mit einem basalen Stab von quadratischem Querschnitt und gedrehten, hohlen Trichocysten-Filamenten.

## Systematik
Das Taxon wurde 1981 von Thomas Cavalier-Smith erstbeschrieben. Zu den Dinozoa werden folgende Gruppen gezählt:
- Perkinsozoa (mit Perkinsidae)[3]
- Dinoflagellaten (Dinoflagellata) inkl. Syndiniales und Gattung Oxyrrhis

Die Gattung Oxyrrhis war ursprünglich außerhalb der Dinoflagellaten gesehen worden und daher unter den Dinozoa explizit als dritte Gruppe mit eingeschlossen,
Nach Adl et al. (2012) gelten die Perkinsidae und Oxyrrhis als Teil der Protalveolata (nicht-taxonomischer Sammelbegriff für basale Zweige der Miozoa), entsprechend wurde das Taxon aufgeteilt.
Neuerdings wird Oxyrrhis aber umgekehrt als basaler Zweig innerhalb der Dinoflagellaten angesiedelt.
Danja Currie-Olsen & Brian S. Leander (2024) sehen dagegen die Syndiniales nicht innerhalb der Dinoflagellaten, sodass nun diese als eigenständiges Mitglied der Dinozoa aufgeführt werden.
Nach diesen Autoren steht die Perkinsozoa genannte Gruppe (inklusive der Perkinsidae) doch den Dinoflagellaten näher und bildet mit ihnen (und den explizit mit eingeschlossenen Syndiniale) zusammen einen basalen Zweig der Myzozoa; der andere Zweig wird von den Apicomplexa, den von ihnen abgetrennten Squirmida und den Chrompodellida gebildet.

## Bildergalerie

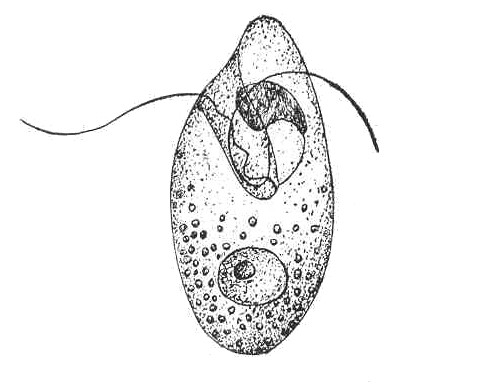
Oxyrrhis marina, Illustration um 1900
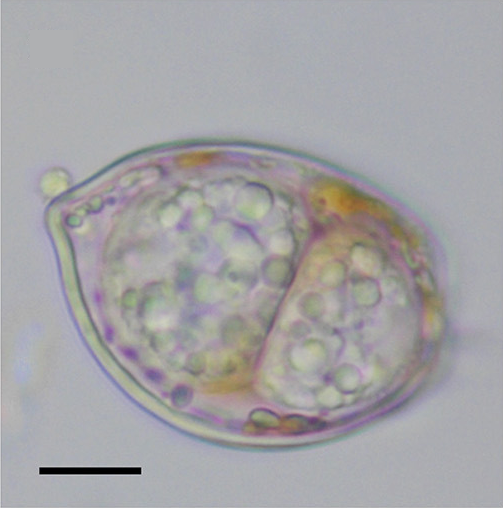
Doppelinfektion zweier „später“ Trophonten von Dinovorax pyriformis (Perkinsozoa) in einer Zelle des Dinoflagellaten Prorocentrum micans. Balken: 10 μm.
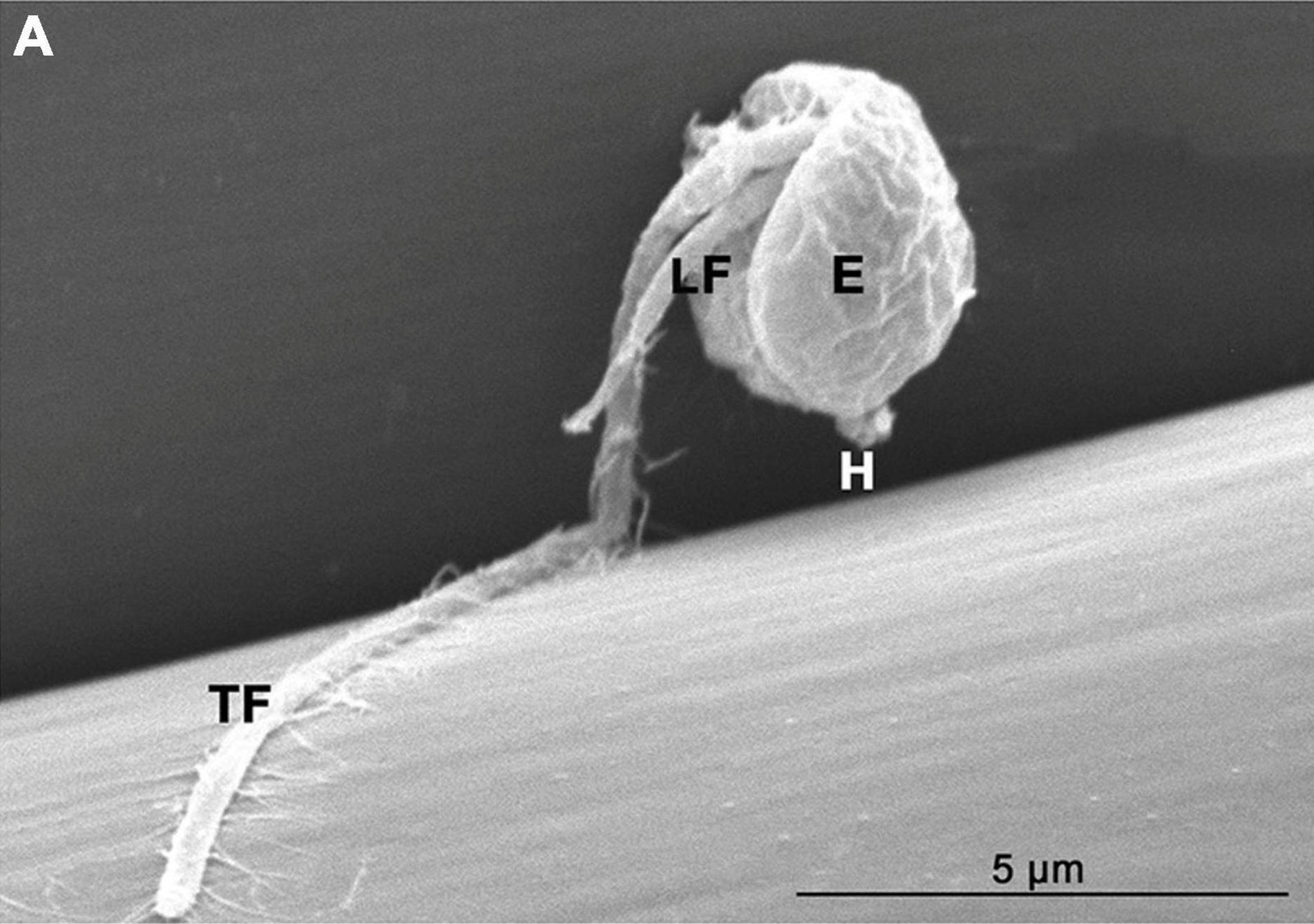
Dinospore von Amoebophrya (Syndiniales) – außerhalb des Wirts.

## Nachweise
1. 1 2  
Sina M. Adl et al.: The New Higher Level Classification of Eukaryotes with Emphasis on the Taxonomy of Protists. The Journal of Eukaryotic Microbiology, Band 52, 2005, S. 399–451; doi:10.1111/j.1550-7408.2005.00053.x (englisch).
2. 1 2  
Danja Currie-Olsen, Brian S. Leander: Novel cytoskeletal traits in the intestinal parasites (Squirmida, Platyproteum vivax) of Pacific peanut worms (Sipuncula, Phascolosoma agassizii). In: Journal of Eukaryotic Microbiology, Band 71, Nr. 3, 25. Februar 2024, S. e13023; doi:10.1111/jeu.13023 (englisch) Siehe insbes. Fig. 1.
3. ↑  
NCBI Taxonomy Browser: Perkinsozoa, Detail: Perkinsozoa Noren & Moestrup, 1999.
4. ↑  
Sina M. Adl, Alastair G. B. Simpson, Christopher E. Lane, Julius Lukeš, David Bass, Samuel S. Bowser, Matthew W. Brown, Fabien Burki, Micah Dunthorn, Vladimir Hampl, Aaron Heiss, Mona Hoppenrath, Enrique Lara, Line le Gall, Denis H. Lynn, Hilary McManus, Edward A. D. Mitchell, Sharon E. Mozley-Stanridge, Laura W. Parfrey, Jan Pawlowski, Sonja Rueckert, Laura Shadwick, Conrad L. Schoch, Alexey Smirnov, Frederick W. Spiegel: The revised classification of eukaryotes. In: Journal of Eukaryotic Microbiology. 59. Jahrgang, Nr. 5, 28. August 2012, S. 429–493, doi:10.1111/j.1550-7408.2012.00644.x, PMID 23020233, PMC 3483872 (freier Volltext) – (englisch).
5. ↑  
NCBI Taxonomy Browser: Oxyrrhis, Detail: Oxyrrhis.
6. ↑  
Noriko Okamoto, Patrick J. Keeling: A Comparative Overview of the Flagellar Apparatus of Dinoflagellate, Perkinsids and Colpodellids. In: MDPI: Microorganisms, Band 2, Nr. 1, Special Issue Biology of Dinoflagellates: Advances in the Last 25 Years (1987–2012), 10. Mãrz 2014, S. 73–91; doi:10.3390/microorganisms2010073 (englisch).